# Frozen (Original Motion Picture Soundtrack)
Frozen (Original Motion Picture Soundtrack) è un album in studio collettivo, pubblicato nel 2013. L'album contiene la colonna sonora del film d'animazione Disney del 2013, Frozen - Il regno di ghiaccio.

## Descrizione
La colonna sonora presenta 10 canzoni originali scritte e composte da Kristen Anderson-Lopez e Robert Lopez, e ventidue tracce strumentali composte da Christophe Beck. Presenta inoltre il celebre brano Let It Go (in italiano All'alba sorgerò cantato da Serena Autieri), che nella versione inglese ha ricevuto il plauso della critica, tra cui una vittoria agli Oscar per la migliore canzone originale e un Critics' Choice Movie Award per la migliore canzone, così come una candidatura ai Golden Globe per la migliore canzone originale nel 2014.
Walt Disney Records ha presentato il 25 novembre 2013 due edizioni della colonna sonora: un'edizione normale con un singolo CD e una con doppio CD in edizione digipack deluxe (che contiene originali registrazioni demo di canzoni e composizioni strumentali, registrazioni non presenti nel film e rimaste inutilizzate, nonché le versioni strumentali delle principali canzoni del film). Il 21 ottobre 2013 ha cominciato a circolare in rete una versione pop di Let It Go cantata da Demi Lovato. A seguire uscirono cover della canzone tradotta in altre lingue, tra cui l'italiano e il francese.
L'album ha debuttato al numero 18 della classifica Billboard 200 americana. La colonna sonora è stata in cima alla classifica degli album di Billboard per tredici settimane non consecutive e, a gennaio 2015, ha venduto oltre 4 milioni di copie nei soli Stati Uniti, più di 8 milioni a livello internazionale. L'album è stato certificato quadruplo disco di platino dalla Recording Industry Association of America, ed ha raggiunto la posizione numero uno nella classifica sopracitata, diventando il quarto album-colonna sonora di un film d'animazione a raggiungere tale traguardo.
Al Grammy Awards 2015, la colonna sonora di Frozen fu candidata in due categorie, miglior colonna sonora compilation per i media visivi e miglior colonna sonora strumentale per i media visivi (con i meriti attribuiti a Christophe Beck come compositore), vincendo nella prima; il brano Let It Go vinse il premio come miglior canzone scritta per un film, televisione o altri media audio-visivi, i cui meriti sono andati a Kristen Anderson-Lopez e Robert Lopez come autori e a Idina Menzel come esecutrice.

## Tracce
Testi e musiche di Kristen Anderson-Lopez e Robert Lopez (tracce 1-10), Christophe Beck (tracce 11-32) e Frode Fjellheim (tracce 11, 31).
1. Cuore di ghiaccio – 1:45
2. Facciamo un pupazzo insieme? – 3:27
3. Oggi, per la prima volta – 3:45
4. La mia occasione – 2:07
5. All'alba sorgerò – 3:44
6. Io preferisco le renne – 0:50
7. Sognando l'estate – 1:54
8. Oggi, per la prima volta (Ripresa) – 2:30
9. Un problemino da sistemare – 3:02
10. Let it Go (Versione singolo) – 3:47
11. All'alba sorgerò (Versione italiana) – 3:46
12. Vuelie – 1:36
13. Elsa and Anna – 2:43
14. The Trolls – 1:48
15. Coronation Day – 1:14
16. Heimr Àrnadalr – 1:25
17. Winter's Waltz – 1:00
18. Sorcery – 3:17
19. Royal Pursuit – 1:02
20. Onward and Upward – 1:54
21. Wolves – 1:44
22. The North Mountain – 1:34
23. We Were So Close – 1:53
24. Marshmallow Attack! – 1:43
25. Conceal, Don't Feel – 1:07
26. Only an Act of True Love – 1:07
27. Summit Siege – 2:32
28. Return to Arendelle – 1:38
29. Treason – 1:36
30. Some People Are Worth Melting For – 2:06
31. Whiteout – 4:17
32. The Great Thaw – 2:28
33. Epilogue – 3:04